# رفاه حفاظت
رفاه حفاظت (به انگلیسی: Conservation welfare) یک رشته پیشنهادی است که بر ایجاد اشتراک بین زیست‌شناسی حفاظت و رفاه جانوران و تشکیل بنیادی تمرکز دارد که بر اساس آن، این دو رشته بتوانند برای پیشبرد هدف‌های مربوط به هم با یکدیگر همکاری کنند. این مبتنی بر اصل سودمندی پیتر سینگر و مشابه حفاظت دلسوزانه است، تمرکز آن بر اخلاق زیست‌محیطی متفاوت است، زیرا بر رفاه تک‌تک جانوران تمرکز می‌کند، نه گونه‌ها، اکوسیستم‌ها یا جمعیت‌ها. استدلال شده‌است که رفاه حفاظتی از حفاظت دلسوزانه متمایز است، زیرا این دو رشته برداشت‌های متفاوتی از آسیب‌های جانوران وحشی دارند و در حالی که رفاه حفاظتی به دنبال تعامل با دانشمندان رشته حفاظت و ادغام رفاه جانوران در شیوه‌های حفاظتی موجود است، حفاظت دلسوزانه. ممکن است بدون ظرفیت «هدایت تصمیم‌گیری در موقعیت‌های پیچیده یا نو» باشد.